# Apristurus longicephalus
El pejegato cabezón (Apristurus longicephalus) es una especie de peces de la familia Scyliorhinidae en el orden de los Carcharhiniformes.

## Morfología
Los machos pueden llegar alcanzar los 60 cm de longitud total.

## Reproducción
Es ovíparo.

## Distribución geográfica
Se encuentra en las  costas de las Islas Seychelles, Japón, mar de la China Oriental, Filipinas y Australia (Queensland y Australia Occidental).